# Koliberek czarnobrody
Koliberek czarnobrody (Archilochus alexandri) – gatunek małego wędrownego ptaka z rodziny kolibrowatych (Trochilidae), zamieszkującego Amerykę Północną. Nie wyróżnia się podgatunków. Lot tokowy w kształcie litery U. Skrzydła wydają w locie charakterystyczne, suche bzyczenie.
WyglądDługość ciała 7,5–9 cm. Masa ciała 2,7–4,2 g. Samiec ma czarną głowę i gardło, u dołu mieniące się purpurowo i fioletowo. U obu płci widoczna biała plamka za okiem.
Zasięg, środowiskoZamieszkuje południowo-zachodnią Kanadę, zachodnie USA oraz północny i północno-zachodni Meksyk. Zimuje w zachodnim i południowo-środkowym Meksyku (południowa Sonora do północnego Guerrero oraz zachodnie Veracruz), choć coraz częściej także nad Zatoką Meksykańską. Występują od poziomu morza do ponad 2500 m n.p.m. Półpustynie w pobliżu wody.
Rozród2–3 lęgi w sezonie lęgowym. Samica składa zwykle 2 jaja, rzadko 1 lub 3. Wysiadywanie trwa 12–16 dni i zajmuje się nim wyłącznie samica, podobnie jak opieką nad pisklętami. Młode są opierzone po około 21 dniach od wyklucia. Dojrzałość płciową uzyskują w wieku około jednego roku, a żyją zwykle 8–11 lat.
StatusMiędzynarodowa Unia Ochrony Przyrody (IUCN) uznaje koliberka czarnobrodego za gatunek najmniejszej troski (LC – least concern) nieprzerwanie od 1988 roku. W 2019 roku organizacja Partners in Flight szacowała liczebność populacji na 8,8 miliona dorosłych osobników. Trend liczebności populacji uznaje się za wzrostowy.